# Presidente Kennedy
Presidente Kennedy – miasto i gmina w Brazylii, w stanie Espírito Santo. Znajduje się w mezoregionie Sul Espírito-Santense i mikroregionie Itapemirim. Nazwane na cześć Johna F. Kennedy’ego, który przyczynił się do powstania Sojuszu dla Postępu.